# Ferrari 1512
 (janvier 2018).
Si vous disposez d'ouvrages ou d'articles de référence ou si vous connaissez des sites web de qualité traitant du thème abordé ici, merci de compléter l'article en donnant les références utiles à sa vérifiabilité et en les liant à la section « Notes et références ».
Chronologie des modèles (1965)
Ferrari 158 Ferrari 246 F1
La Ferrari 1512 est la monoplace de Formule 1 engagée par la Scuderia Ferrari lors de la saison 1965 de Formule 1. Elle est pilotée par les Italiens Lorenzo Bandini et Ludovico Scarfiotti et le Britannique John Surtees. La 246 a aussi été utilisée par l'écurie North American Racing Team, avec à son volant le Mexicain Pedro Rodríguez.

## Historique
Lors du Grand Prix d'Afrique du Sud, Bandini, parti de la cinquième position, abandonne au bout de 66 tours à la suite d'un problème électrique, et se classe quinzième. Au Grand Prix automobile de Monaco 1965, Bandini s'élance de la quatrième position et monte sur la deuxième marche du podium après avoir mené la course pendant vingt-six tours. En Belgique, il se qualifie en quinzième position et termine la course neuvième. 
Au Grand Prix suivant, disputé en France, Bandini s'élance de la troisième place et effectue une bonne course avant d'avoir un accident en fin de course ; il est classé huitième, à quatre tours du vainqueur Jim Clark. Au Grand Prix de Grande-Bretagne, Lorenzo Bandini laisse sa place au Britannique John Surtees ; parti cinquième, il termine troisième et obtient le dernier podium de la 1512. 
Au Grand Prix des Pays-Bas, Surtees se qualifie quatrième et termine septième. Au Grand Prix d'Allemagne, Surtees, à nouveau qualifié quatrième, connaît une course difficile où il abandonne sur un problème de boîte de vitesses à cinq tours du but.
La 1512 est également engagée pour le compte de l'écurie privée North American Racing Team pour les deux dernières courses. Le Mexicain Pedro Rodríguez se qualifie en quinzième position au Grand Prix des États-Unis et termine la course cinquième. Au Grand Prix du Mexique, Rodríguez se qualifie en quatorzième position et se classe septième de l'épreuve.

## Résultats détaillés en championnat du monde
| Saison | Écurie                     | Moteur                   | Pneus  | Pilotes             | 1   | 2   | 3   | 4   | 5   | 6   | 7    | 8    | 9    | 10   | Points inscrits | Classement |
| ------ | -------------------------- | ------------------------ | ------ | ------------------- | --- | --- | --- | --- | --- | --- | ---- | ---- | ---- | ---- | --------------- | ---------- |
| 1965   | Scuderia Ferrari SpA SEFAC | Ferrari Tipo 207 Flat 12 | Dunlop |                     | AFS | MON | BEL | FRA | GBR | P-B | RFA  | ITA  | USA  | MEX  | 26              | 3e         |
| 1965   | Scuderia Ferrari SpA SEFAC | Ferrari Tipo 207 Flat 12 | Dunlop | Lorenzo Bandini     | 15e | 2e  | 9e  | 8e  |     |     |      | 4e   | 4e   | 8e   | 26              | 3e         |
| 1965   | Scuderia Ferrari SpA SEFAC | Ferrari Tipo 207 Flat 12 | Dunlop | John Surtees        |     |     |     |     | 3e  | 8e  | Abd. | Abd. | Forf | Forf | 26              | 3e         |
| 1965   | Scuderia Ferrari SpA SEFAC | Ferrari Tipo 207 Flat 12 | Dunlop | Ludovico Scarfiotti |     |     |     |     |     |     |      | Forf |      | Np   | 26              | 3e         |
| 1965   | North American Racing Team | Ferrari Tipo 207 Flat 12 | Dunlop | Pedro Rodríguez     |     |     |     |     |     |     |      |      | 5e   | 7e   | 26              | 3e         |

Légende : ici 